# Provincia Napoli
Napoli este o provincie în regiunea Campania în Italia.

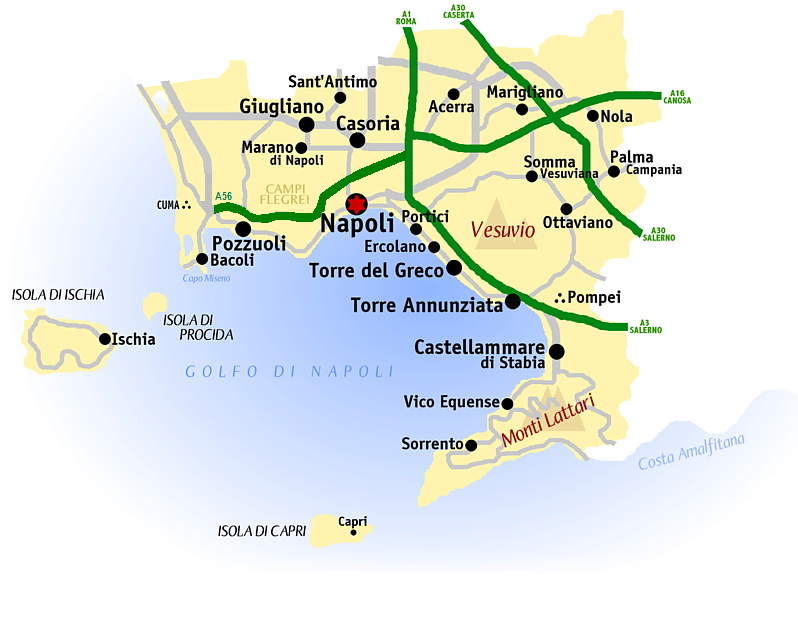
Harta provinciei Napoli